# Daria Tcharotchkina
Daria Tcharotchkina est une joueuse d'échecs russe née le 7 octobre 1990. Grand maître international féminin depuis 2011, elle a  le titre mixte de maître international depuis 2015.
Au 1er mars 2020, elle est la 19e joueuse russe et la 109e joueuse mondiale avec un classement Elo de 2 356 points.

## Biographie et carrière
Tcharotchkina finit troisième de la superfinale du championnat de Russie d'échecs féminin en 2011. Elle gagna l'open de Moscou féminin (tournoi B) en 2011 (avec 7,5 points sur 9) et le championnat de Moscou féminin en 2014 et 2015.
Lors du championnat du monde d'échecs féminin de 2017 à Téhéran, elle perdit contre la Chinoise Huang Qian au premier tour.